# Doctor Who (25.ª temporada clássica)
A vigésima quinta temporada clássica da série de televisão britânica de ficção científica Doctor Who estreou em 5 de outubro de 1988 com o serial 	Remembrance of the Daleks e terminou em 4 de janeiro de 1989 com The Greatest Show in the Galaxy. Estrelou Sylvester McCoy como o Sétimo Doutor e Sophie Aldred como Ace. Para marcar os 25 anos da série, o produtor John Nathan-Turner trouxe de volta os Daleks e os Cybermen. A New Jersey Network também fez um documentário especial dos bastidores da temporada chamado The Making of Doctor Who, que seguiu a produção do serial do 25º aniversário, Silver Nemesis.
A 25.ª temporada viu o começo de um movimento para explorar o passado do Doutor; Andrew Cartmel, editor de roteiros, achava que, à medida que mais da própria história do personagem, juntamente com a história dos Senhores do Tempo, fosse revelada, parte do mistério sobre o Doutor se perdera. Como consequência, ele, junto com os roteiristas Ben Aaronovitch e Marc Platt, começaram a desenvolver as sementes de uma nova história de fundo, que seria sugerida durante toda a temporada, que sugeria que o Doutor fosse mais poderoso do que a maioria das pessoas estava ciente. Esse conceito acabou sendo conhecido como "Cartmel Masterplan".

## Elenco

### Principal
- Sylvester McCoy como o Sétimo Doutor
- Sophie Aldred como Ace

### Convidados
- Terry Molloy como Davros

## Seriais
| História | Serial | Título                          | Dirigido por  | Escrito por     | Exibição original                                                                      | Cód. de produção | Audiência no Reino Unido (milhões) | AI       |
| --- | ------ | ------------------------------- | ------------- | --------------- | -------------------------------------------------------------------------------------- | ---------------- | ---------------------------------- | -------- |
| 148 | 1      | Remembrance of the Daleks       | Andrew Morgan | Ben Aaronovitch | 5 de outubro de 198812 de outubro de 198819 de outubro de 198826 de outubro de 1988    | 7H               | 5,55,85,15,0                       | 68697072 |
| Duas facções de Daleks chegam à Terra de 1963 através de um corredor do tempo. Eles estão em busca da Mão de Ômega, um poderoso e antigo manipulador estelar Gallifreyano escondido pelo Doutor antes de sua primeira viagem inadvertida com Ian e Barbara. O Doutor e Ace são auxiliados pelo exército britânico a derrotar ambas as facções Daleks, mesmo quando os aliados humanos dos Daleks se infiltram em seu grupo. |        |                                 |               |                 |                                                                                        |                  |                                    |          |
| 149 | 2      | The Happiness Patrol            | Chris Clough  | Graeme Curry    | 2 de novembro de 19889 de novembro de 198816 de novembro de 1988                       | 7L               | 5,34,65,3                          | 6765     |
| Terra Alpha está sob o controle de Helen A e seu carrasco, um robô sádico feito de doces chamado Kandy Man. A alegria é perpétua na Terra Alpha, porque ser infeliz convida a ira da força policial de Helen A, a Patrulha da Felicidade. Aliando-se aos nativos oprimidos da Terra Alpha, o Pipe People, uma ex-patrulheira da Patrulha chamada Susan Q e Earl Sigma, o Doutor e Ace devem acabar com o reinado de terror de Helen A. |        |                                 |               |                 |                                                                                        |                  |                                    |          |
| 150 | 3      | Silver Nemesis                  | Chris Clough  | Kevin Clarke    | 23 de novembro de 198830 de novembro de 19887 de dezembro de 1988                      | 7K               | 6,15,2                             | 7170     |
| No ano de 1638, o Doutor envia em órbita ao redor da Terra uma estátua chamada Nemesis. É feito do validium vivo mortal, que serviu Gallifrey como sua última linha de defesa. Em 1988, a órbita da estátua Nemesis decai, ela retorna à Terra e é perseguida por três facções: os Cybermen, um neonazista chamado De Flores, e a louca viajante do tempo Lady Peinforte. A última facção quase ganhou posse da estátua em 1638 e conhece os mais obscuros segredos do passado do Doutor.                                                                                              |        |                                 |               |                 |                                                                                        |                  |                                    |          |
| 151 | 4      | The Greatest Show in the Galaxy | Alan Wareing  | Stephen Wyatt   | 14 de dezembro de 198821 de dezembro de 198828 de dezembro de 19884 de janeiro de 1989 | 7J               | 5,05,34,86,6                       | 68666964 |
| Apesar dos protestos de Ace que ela odeia palhaços, o Doutor leva a TARDIS a Segonax para ver o famoso Circo Psíquico. Mas lá eles descobrem que o maior espetáculo da Galáxia se tornou algo sinistro: seu fundador, o Rei do Crime, desapareceu; o indeciso Chefe Palhaço lida violentamente com qualquer um que tente fugir; e as possíveis estrelas do circo devem entreter uma família enigmática - ou morrer. Os viajantes do tempo aprendem que o Circo Psíquico caiu sob a influência dos deuses malignos de Ragnarok, e a próxima apresentação do Doutor pode ser sua última. |        |                                 |               |                 |                                                                                        |                  |                                    |          |

## Lançamentos em DVD
| História | Número e duração dos episódios | Data de lançamento na Região 2             | Data de lançamento na Região 4              | Data de lançamento na Região 1 |
| --- | ------------------------------ | ------------------------------------------ | ------------------------------------------- | ------------------------------ |
| Remembrance of the Daleks | 4 × 25 min.                    | 26 de fevereiro de 2001                    | 13 de maio de 2002                          | 2 de abril de 2002             |
| Remembrance of the Daleks – edição especial Apenas disponível individualmente ou como parte do box The Complete Davros Collection nas Regiões 2 e 4. Disponível apenas individualmente na Região 1. | 4 × 25 min.                    | 26 de novembro de 2007 20 de julho de 2009 | 6 de fevereiro de 2008 1 de outubro de 2009 | 2 de março de 2010             |
| The Happiness Patrol Disponibilizado junto com Dragonfire como parte do box Ace Adventures. | 3 × 25 min.                    | 7 de maio de 2012                          | 7 de junho de 2012                          | 8 de maio de 2012              |
| Silver Nemesis Apenas disponível como parte do box Cybermen nas Regiões 2 e 4. Disponível apenas individualmente na Região 1.                                                                       | 3 × 25 min.                    | 9 de agosto de 2010                        | 7 de outubro de 2010                        | 2 de novembro de 2010          |
| The Greatest Show in the Galaxy | 4 × 25 min.                    | 30 de julho de 2012                        | 16 de agosto de 2012                        | 14 de agosto de 2012           |

## Romantizações
| História                        | Título do romance               | Autor           | Publicação              |
| ------------------------------- | ------------------------------- | --------------- | ----------------------- |
| Remembrance of the Daleks       | Remembrance of the Daleks       | Ben Aaronovitch | 21 de junho de 1990     |
| The Happiness Patrol            | The Happiness Patrol            | Graeme Curry    | 15 de fevereiro de 1990 |
| Silver Nemesis                  | Silver Nemesis                  | Kevin Clarke    | 16 de novembro de 1989  |
| The Greatest Show in the Galaxy | The Greatest Show in the Galaxy | Stephen Wyatt   | 21 de dezembro de 1989  |